# Chaetodipus californicus
Chaetodipus californicus är en däggdjursart som först beskrevs av Clinton Hart Merriam 1889.  Chaetodipus californicus ingår i släktet Chaetodipus och familjen påsmöss. IUCN kategoriserar arten globalt som livskraftig.
Inga underarter finns listade i Catalogue of Life. Wilson & Reeder (2005) skiljer mellan 8 underarter.

## Utseende
Med en kroppslängd (huvud och bål) av 19,0 till 22,4 cm, en svanslängd av 10,3 till 14,3 cm och en vikt av cirka 23 g är arten en av de större släktmedlemmarna. Bakfötterna är 2,4 till 2,9 cm långa och öronen är 0,9 till 1,4 cm stora. Ovansidan är främst täckt av gråbrun päls och vid bakdelen är några vita borstar eller taggar inblandade. En brun linje skiljer ovansidan från den gulvita undersidan. Även svansen har en brunaktig ovansida samt en ljus undersida och vid slutet finns en 0,9 till 1,4 cm lång tofs. På öronen förekommer några svarta eller gråbruna hår och fötterna har samma gulvita färg som buken.
Chaetodipus fallax som delar södra delen av utbredningsområdet med Chaetodipus californicus har kortare öron och kortare fötter.

## Utbredning
Denna gnagare förekommer i Kalifornien och i angränsande regioner av Mexiko. Habitatet utgörs främst av buskskogar. Dessutom besöks gräsmarker och öknar.

## Ekologi
Individerna stannar på dagen i det underjordiska boet och de är utanför parningstiden aggressiva mot artfränder. Reviret kring boet markeras med körtelvätska och Chaetodipus californicus skapar ljud genom att gnida tänderna mot varandra. På natten letas efter föda i området kring boet och ett exemplar kan under ett dygn vandra 850 meter. Arten går främst på marken men vid behov kan den klättra i buskar eller i små träd. Födan utgörs främst av frön från gräs eller örter som plockas direkt från växten eller som grävs fram från det översta jordlagret. Ibland samlar Chaetodipus californicus insekter eller gröna växtdelar som blad. Allt förvaras i kindpåsarna och flyttas till boet.
Vid ogynnsamma temperaturer kan arten inta ett stelt tillstånd (torpor). Honor har vanligen en eller sällan två kullar som föds mellan april och juli. Efter cirka 25 dagar dräktighet föder honan två till sju ungar, oftast fyra. Ungarna diar sin mor cirka tre veckor och efter tre månader är några honor könsmogna. Samtidig når de sin fulla storlek. Antagligen deltar fadern inte i ungarnas uppfostring. Ett exemplar av den nära besläktade arten Chaetodipus fallax levde i fångenskap 8 år och 4 månader. För Chaetodipus californicus finns inga uppgifter om livslängden.